# Константин Босілков
Константин Босілков (болг. Константин Босилков; нар. 17 березня 1842, Копривштиця — пом. 24 січня 1919, Софія — болгарський революціонер.

## Біографія
Народився 17 березня 1842 в Копривштиці. Його брат Димитр Босілков також був видатним просвітником і революціонером у Східній Македонії, вчителем та бухгалтером у Велесі, засновником компанії «Іскра». Навчався у своєму рідному місті та у Пловдивській центральному училещі. У 1863–1864 навчався в Софії. Подорожував по Македонії і забезпечував болгарські школи книгами. З 1872 по 1876 — викладач у Горна Джумайя, де разом із Арсенієм Консенцевим відкривають книжковий магазин. У 1876 вступив до революційного комітету.
Після Російсько-турецької війни він став головою комітету «Єдність», який готував повстання. Після повстання в 1879 переїхав до Софії, де працював у Міністерстві фінансів. У 1881 одружився.
Помер у 1919.